# Первиннобезкрилі комахи

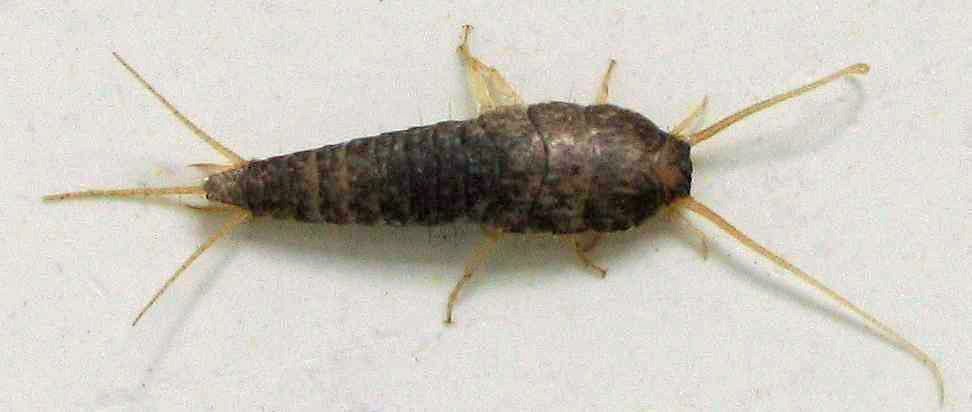
Lepisma saccharina

Первиннобезкрилі комахи (Apterygota) — парафілетична група давніх примітивних комах, які характеризуються первинною відсутністю крил, тобто крил не було у їх предків. Усі інші безкрилі комахи втратили їх внаслідок еволюції (воші — внаслідок паразитичного способу життя).

## Загальні відомості
Група нараховує невелику кількість видів (до 3000). Це найдавніші та примітивні комахи, відомі з девону (417-354 мільйонів років тому), коли крилатих комах ще не було. Сегментація тіла первиннобезкрилих більш-менш гомономна. У багатьох видів на черевних сегментах є рудименти кінцівок. Зазвичай мають або прості очі, або не мають зовсім, лише у щетинкохвостих очі фасеткові . Розвиток без перетворення. Живляться детритом або рослинами, зустрічаються у вологих місцях, деякі види шкодять сільському господарству. Кілька видів є супутниками людини, мешкають у житлі людини, можуть ушкоджувати продукти харчування.
Первиннобезкрилі вважаються перехідною формою між багатоніжками та комахами.
Представники:
- Archaeognatha
- Щетинкохвості (Thysanura)
- †Monura